# Micromeeka
Micromeeka is een geslacht van rechtvleugeligen uit de familie Morabidae. De wetenschappelijke naam van dit geslacht is voor het eerst geldig gepubliceerd in 1976 door Key.

## Soorten
Het geslacht Micromeeka  is monotypisch en omvat slechts de volgende soort:
- Micromeeka minuta (Key, 1976)